# Loïck Peyron

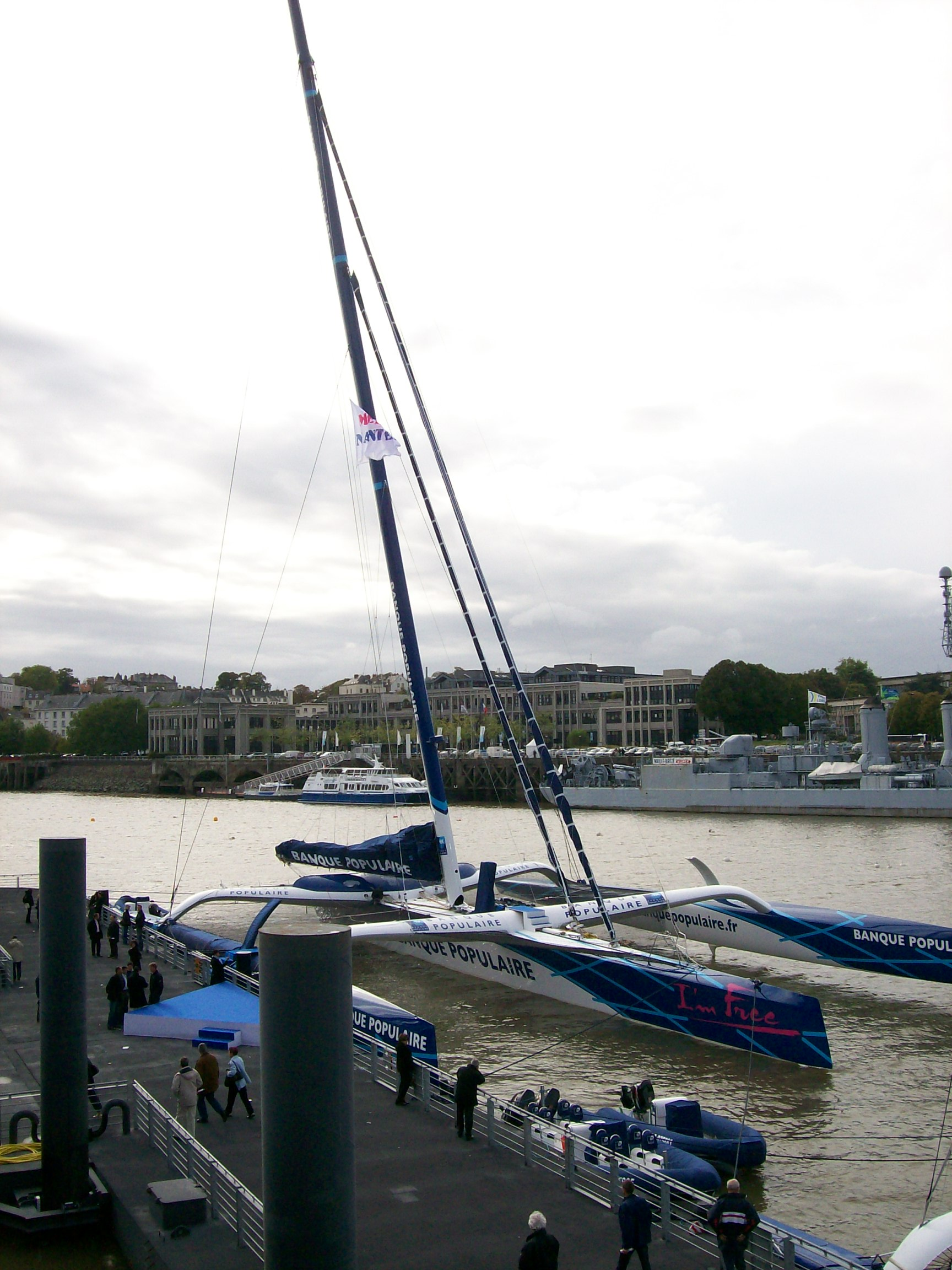
Maxi Banque populaire V

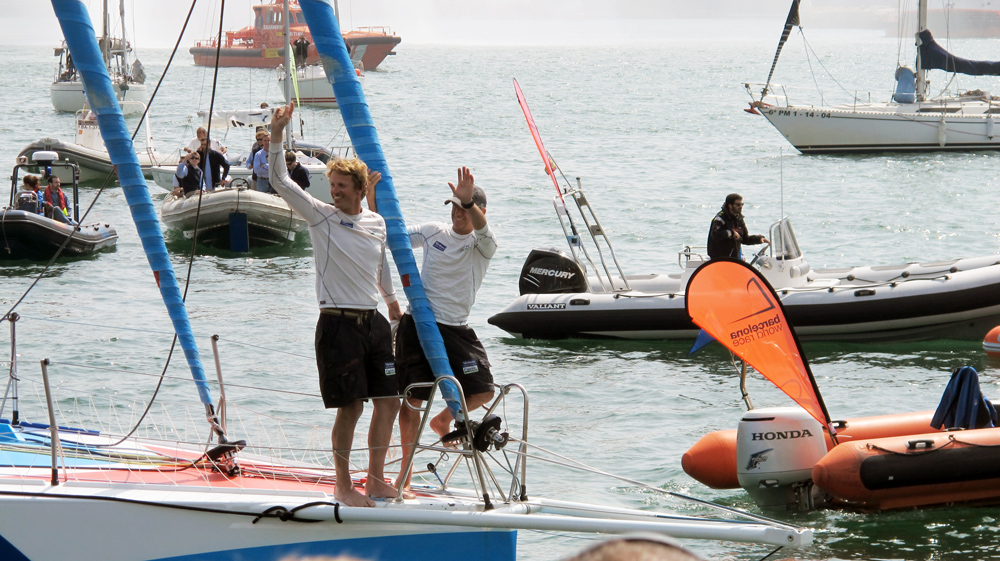
Jean-Pierre Dick e Loïck Peyron su Virbac Paprec 3

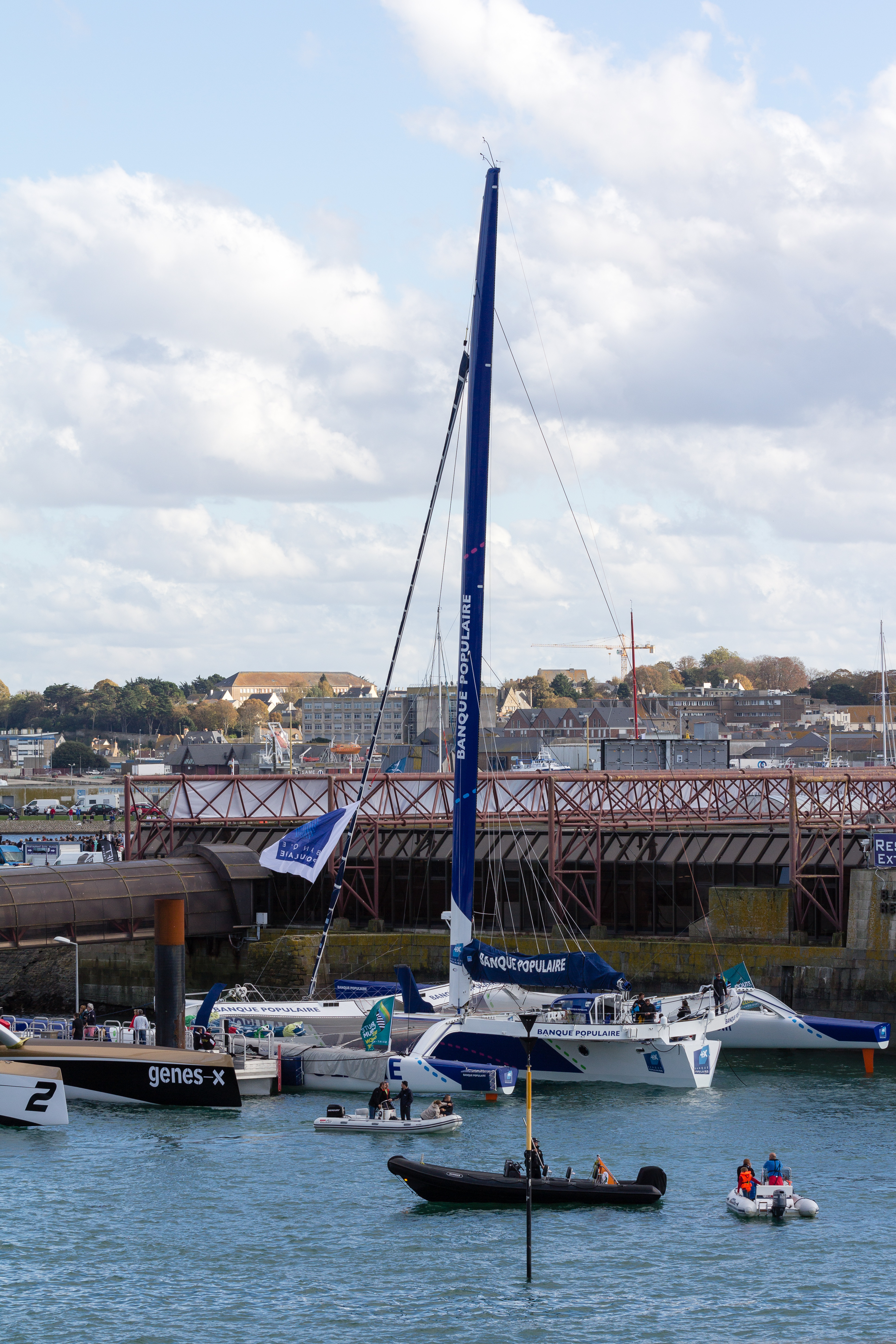
Maxi Solo Banque populaire VII

Loïck Stéphane Yves Peyron, soprannominato Monsieur Multicoque (Nantes, 1º dicembre 1959), è un navigatore, velista e skipper francese, specialista dei multiscafi (in particolare trimarani) e delle regate oceaniche (transats e giri del mondo).

## Biografia
Loïck Stéphane Yves Peyron è il cadetto di una famiglia di tre fratelli navigatori: Bruno, anche lui velista, e Stéphane, inizialmente velista e poi documentarista. Il padre, Hervé Peyron, che era un capitano della marina mercantile (egli fu in particolare comandante di una superpetroliera della Shell), ha iniziato i figli (tre fratelli e due sorelle gemelle) al mare ed alla nautica; Loïck Peyron è inoltre il nipote (da parte materna) del navigatore Jean-Yves Terlain.
Il fratello Bruno Peyron crea e organizza "The Race", una corsa a vela che consiste nel fare il giro del mondo a vela con equipaggio, senza scali e senza assistenza; la sua particolarità è l'aspetto «senza limiti», le barche a vela non sono sottomesse ad alcun limite di dimensione; la corsa avrà una sola edizione nel 2001, Loïck arriva secondo.
Nel 2011, Bruno Peyron con il fratello Loïck si lancia nel progetto "Energy Team", un'équipe francese per partecipare all'America's Cup 2013. Il team prende parte all'America's Cup World Series, in particolare vince a Venezia il 5-10 maggio 2012 la fleet race e termina al 4º posto nel "2011-12 AC45 World Series" e al 6º posto nel "2012-13 AC45 World Series". Tuttavia, poi per mancanza di budget, il team abbandona l'America's Cup 2013. Loïck Peyron nell'ottobre 2012 diventa co-skipper della squadra svedese Artemis Racing e con essa prosegue nell'avventura dell'America's Cup 2013.

## Palmares
Records
- 2008: Record SNSM
- 2011: Around Britain and Ireland
- 2011: Fastnet race
- 2011: Record SNSM
- 2012: Trophée Jules Verne

| Anno | Evento                                                       | Risultato                                       | Imbarcazione                   |
| ---- | ------------------------------------------------------------ | ----------------------------------------------- | ------------------------------ |
| 1982 | La Rochelle → New Orleans                                    | nono (con i fratelli Bruno e Stéphane)          | Jaz                            |
| 1982 | Route du Rhum                                                | diciassettesimo                                 | La Baule-Télétota              |
| 1985 | Course de l'Europe                                           | primo                                           | Lada Poch                      |
| 1986 | Solitaire du Figaro                                          | quarto                                          | Lada Poch                      |
| 1986 | Route du Rhum                                                | quinto                                          | Lada Poch I                    |
| 1987 | Transatlantic sailing record (Faro di Ambrose → Capo Lizard) | secondo (dietro al fratello Bruno)              | Lada Poch I                    |
| 1987 | La Baule-Dakar                                               | primo (davanti al fratello Bruno)               | Lada Poch II                   |
| 1988 | Transatlantica in solitario                                  | terzo                                           | Lada Poch II                   |
| 1988 | Transat Québec Saint-Malo                                    | secondo                                         | Lada Poch II                   |
| 1989 | Transat en double                                            | quinto (primo nella sua categoria)              | Lada Poch III                  |
| 1989 | Route de la découverte                                       | secondo                                         | Lada Poch III                  |
| 1990 | Route du Rhum                                                | abbandono                                       | Lada Poch IV                   |
| 1990 | Vendée Globe                                                 | secondo                                         | Lada Poch III                  |
| 1992 | Transatlantica in solitario                                  | primo                                           | Fujicolor II                   |
| 1993 | Course de l'Europe                                           | primo                                           | Fujicolor II                   |
| 1993 | Transat Jacques Vabre                                        | terzo                                           | Fujicolor III                  |
| 1994 | Route du Rhum                                                | abbandono                                       | Fujicolor II                   |
| 1995 | Course de l'Europe                                           | primo                                           | Fujicolor II                   |
| 1995 | Transat Jacques Vabre                                        | abbandono (in doppio con Franck Proffit)        | Fujicolor II                   |
| 1996 | Transatlantica in solitario                                  | primo                                           | Fujicolor II                   |
| 1997 | Course de l'Europe                                           | primo                                           | Fujicolor II                   |
| 1997 | Transat Jacques Vabre                                        | terzo (in doppio con Franck Proffit)            | Fujicolor II                   |
| 1998 | Route du Rhum                                                | quinto                                          | Fujicolor II                   |
| 1999 | Course de l'Europe                                           | primo                                           | Fujicolor II                   |
| 1999 | Transat Jacques Vabre                                        | primo (in doppio con Franck Proffit)            | Fujicolor II                   |
| 2001 | The Race                                                     | secondo                                         | Innovation Explorer            |
| 2001 | Transat Jacques Vabre                                        | terzo (in doppio con Loïc Le Mignon)            | Fujifilm                       |
| 2002 | Route du Rhum                                                | abbandono                                       | Fujifilm                       |
| 2003 | Transat Jacques Vabre                                        | secondo (in doppio con Jean-Luc Nélias)         | Belgacom                       |
| 2005 | Transat Jacques Vabre                                        | primo (in doppio con Jean-Pierre Dick)          | Paprec Virbac 2                |
| 2007 | Transat Jacques Vabre                                        | ottavo (in doppio con Jean-Baptiste Levaillant) | Gitana Eighty                  |
| 2007 | Transat B to B                                               | primo                                           | Gitana Eighty                  |
| 2008 | Record SNSM                                                  | record                                          | Gitana Eighty                  |
| 2008 | Transatlantica in solitario                                  | primo                                           | Gitana Eighty                  |
| 2011 | Around Britain and Ireland                                   | record                                          | Banque Populaire V             |
| 2011 | Fastnet race                                                 | record                                          | Banque Populaire V             |
| 2011 | Record SNSM                                                  | record                                          | Banque Populaire V             |
| 2011 | Barcelona World Race                                         | primo (in doppio con Jean-Pierre Dick)          | Virbac Paprec 3                |
| 2012 | Trophée Jules Verne                                          | record                                          | Banque Populaire V             |
| 2012 | America's Cup World Series                                   | partecipazione                                  | Energy Team                    |
| 2013 | America's Cup 2013                                           | partecipazione                                  | Artemis Racing                 |
| 2014 | Route du Rhum                                                | primo                                           | Maxi Solo Banque Populaire VII |
| 2016 | Transatlantica in solitario                                  | abbandono                                       | Pen Duick II                   |
| 2018 | Route du Rhum                                                | quarto (38º nella classifica generale)          | Happy                          |

## Pubblicazioni
- (FR) Loïck Peyron, Petit tour du monde illustré : carnet de bord, Parigi, Denoël, 1990, ISBN 2-207-23740-0, bnf:35099380 .
- (FR) Loïck Peyron e Jean-François Buglé, Course au large, Parigi, Arthaud, 1993, ISBN 2-7003-1024-1, bnf:35608918 .
- (FR) Loïck Peyron, Mes bateaux, Parigi, Arthaud, 2002, ISBN 2-7003-1349-6, bnf:38919565 .
- (FR) Loïck Peyron e Thierry Delahaye, La légende de la mer, Parigi, Flammarion, 2003, ISBN 2-08-035617-8, bnf:39093499 .
- (FR) Loïck Peyron e Thierry Delahaye, Naviguer sur les mers du monde / légendes racontées par Loïck Peyron, illustrazioni di Sylvain Bourrières, Parigi, Flammarion, 2005, ISBN 2-08-162697-7, bnf:40059933 .
- (FR) Loïck Peyron e Thierry Delahaye, Marins de légende / histoires racontées par Loïck Peyron, illustrazioni di Sylvain Bourrières, Parigi, Flammarion, 2007, ISBN 978-2-08-120204-7, bnf:41140613 .
- (FR) Loïck Peyron e Thierry Delahaye, Pirates de légende / histoires racontées par Loïck Peyron, illustrazioni di Annette Marnat, Parigi, Flammarion, 2009, ISBN 978-2-08-122106-2, bnf:42092216 .

## Distinzioni
Onorificenze
Premi
- 1987 : Con i due fratelli, Loïck Peyron è laureato del "Premio Henri Deutsch de la Meurthe" dell'Académie des sports nel 1987 «a ricompensa di un fatto sportivo che può generare un progresso materiale, scientifico o morale per l'umanità».[7]
- 1992 : "Trophé TAITTINGER" al «corridore che ha brillato particolarmente nell'evento faro dell'anno» dell'Union Nationale pour la Course au Large (UNCL).[8]
- 1993 : "Trophé TAITTINGER" al «corridore che ha brillato particolarmente nell'evento faro dell'anno» dell'Union Nationale pour la Course au Large (UNCL).[8]
- 1996 : "Trophé TAITTINGER" al «corridore che ha brillato particolarmente nell'evento faro dell'anno» dell'Union Nationale pour la Course au Large (UNCL).[8]
- 1999 : "Trophé Aile Noire" al «navigatore che ha realizzato una bella performance nell'anno» dell'Union Nationale pour la Course au Large (UNCL).[8]
- 2009 : "Trophé Aile Noire" al «navigatore che ha realizzato una bella performance nell'anno» dell'Union Nationale pour la Course au Large (UNCL).[8]
- 2004 : "Trophé Aile Noire" al «navigatore che ha realizzato una bella performance nell'anno» dell'Union Nationale pour la Course au Large (UNCL).[8]
- 2005 : "COURSE OPEN – UNCL" al «miglior corridore in OPEN nell'evento faro dell'anno» dell'Union Nationale pour la Course au Large (UNCL).[8]
- 2013 : "Seamaster Award".[9]
- 2014 : "Marin de l'anné" della Fédération française de voile (FFV).